# Evan Roberts

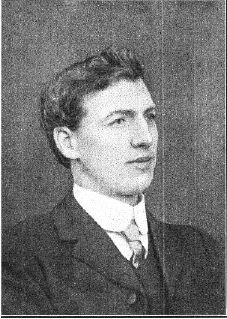
Evan Roberts 1905

Evan John Roberts (* 8. Juni 1878 in Loughor, Wales; † 29. September 1951 in Cardiff) war ein führender Vertreter der Erweckungsbewegung in Wales.

## Leben
Evan Roberts war der jüngste Sohn von Henry und Hannah Roberts aus Loughor in der Nähe von Swansea im Norden von Wales. Zusammen mit weiteren drei Schwestern wurde er calvinistisch-methodistisch erzogen. Er war ein sehr ernstes Kind und besuchte regelmäßig und häufig kirchliche Veranstaltungen der Moriah Chapel. Schon früh eiferte er für eine Erweckung. Im Alter zwischen 11 und 20 arbeitete er mit seinem Vater im Steinkohlenbergwerk Broad Oak Colliery in seinem Heimatort. Danach arbeitete er als Schmied. 1898 nahm er eine Arbeit in Mountain Ash an.

### Wirkungszeit
1904 begann Roberts eine theologische Ausbildung in Newcastle Emlyn. Eine Evangelisation durch Seth Joshua in Blaenanerch, Cardigan führte zu einer Erfahrung, die Roberts’ Glauben an die „Geistestaufe“ begründete. Die Bewegung war beeinflusst von der Keswick-Bewegung, obwohl Roberts selbst eigentlich ein  calvinistischer Methodist war.
Am 31. Oktober 1904 begann er in einer Reihe von kleinen Veranstaltungen zu sprechen. Diese Auftritte führten zu seiner Beteiligung an der Erweckungsbewegung. Schnell wuchs seine Zuhörerschar in die Tausende. Innerhalb von nur zwei Wochen erregte die Erweckungsbewegung großes Aufsehen und wurde Zeitungsnachricht. Daraufhin gingen Evan Roberts und sein Bruder Dan zusammen mit ihrem besten Freund Sidney Evans auf Tour. In weitem Umkreis veranstalteten sie Evangelisationsabende. Es war die erste Erweckungsbewegung in moderner Zeit, die von der Presse verfolgt und beschrieben wurde.
Seine Verkündigung beinhaltete hauptsächlich vier Punkte:
1. Bekenne alle bekannten Sünden, erfahre Vergebung durch Jesus Christus.
2. Entferne alles aus deinem Leben, was dich unsicher macht oder was dir zweifelhaft erscheint.
3. Sei bereit, dem Heiligen Geist umgehend zu gehorchen.
4. Bekenne dich öffentlich zu dem Herrn Jesus Christus.

### Zusammenbruch
Zusammen mit den New Quay Girls, einem Chor junger Mädchen, zog er durch Wales und gönnte sich kaum Schlaf und Erholung. Dabei lebte er von der Hand in den Mund. Zur selben Zeit fanden an unterschiedlichen Stellen Erweckungsveranstaltungen statt, die von W. W. Lewis, W. S. Jones, Joseph Jenkins, Reader Harris, R. B. Jones (Baptist), Jessie Penn-Lewis, Seth Joshua, Keri Evans und anderen geleitet wurden. Evan Roberts zeichnete sich dadurch aus, dass er gelegentlich visionäre Fähigkeiten an den Tag legte. Nicht immer sprach er selbst in den Versammlungen. Oft genügte nur seine Anwesenheit, zumal sich die Erweckung als Gebetsbewegung entwickelte, in der alle Teilnehmer betend beteiligt waren. Trotzdem konnte Robert seinen kräftezehrenden Zeitplan nicht lange durchhalten. Darüber hinaus wurde seine Beziehung zu den Chormädchen hinterfragt.
Bereits im August des Jahres 1905 hatte Roberts erste Zeichen von Verwirrung und einen Nervenzusammenbruch wegen Überbelastung. So zog er sich 1906 zurück zu Jessie Penn-Lewis und deren Mann auf ihren Landsitz Woodlands in England. Er war eng verbunden mit ihr, sie war seine Beraterin, aber es gab auch einige Kontroversen wegen ihres großen geistlichen Einflusses auf ihn. Nach dem Zusammenbruch von Roberts verlor auch die Erweckungsbewegung an Dynamik. Roberts blieb bis 1916 in Woodlands, er trennte sich jedoch erst 1919 ganz von Penn-Lewis und zog nach Brighton in Sussex. Aber er konnte sich von seinem Zusammenbruch nie mehr ganz erholen. Schließlich erklärte Penn-Lewis einige der Phänomene der Erweckung in Wales als ein Werk Satans. Sie legte ihre kontroversen Ansichten in ihrem Buch über den geistlichen Kampf, Krieg gegen die Heiligen (englisch: War on the Saints) dar. In diesem Buch beschreibt sie ihre Sicht über den Einfluss von Dämonen auf Christen. Penn-Lewis’ Bekanntheit fußte hauptsächlich auf ihren Thesen zu dieser Thematik; auch Watchman Nee wurde durch dieses Buch beeinflusst.
Nach seinem Zusammenbruch litt Roberts deutlich an einer Depression, auch wenn er an seinem Glauben festhielt. Trost fand er im Schreiben von Gedichten und fand eine neue Aufgabe im Gebet als geistlichem Dienst.

### Weiteres Leben und Tod
Obwohl er gälischsprachig war, erholte sich Roberts in England. Nach 1919 lebte er für einige Zeit in Brighton und wurde kritisch gegenüber geistlichen Einflüssen. 1928 kehrte er zur Beerdigung seines Vaters in der Moriah Chapel nach Loughor zurück. Als er dort nur wenige Sätze sprach, ereignete sich eine kleine Erweckung. Seine letzten Jahre verbrachte er in Cardiff, wo er weitgehend im Verborgenen lebte und melancholisch blieb. In dieser Stimmungslage schrieb er einige Gedichte. Vereinsamt starb Evan Roberts 1951 im Alter von 73 Jahren.

## Gedenken und Nachleben
Evan Roberts ist im Familiengrab an der Moriah Chapel in Loughor, South Wales, bestattet. Dort erinnert eine Säule an seinen Beitrag an der Erweckungsbewegung in Wales. Erst zum 100-jährigen Gedenken wurde das Interesse an seiner Persönlichkeit wieder geweckt. Bei einer Umfrage des Culturenet Cymru, an der sich 2003/2004 rund 82.000 Waliser beteiligten, wer die „100 größten Waliser“ seien, wurde Evan Roberts auf Platz 16 gewählt.

## Zitate
Seine Todesnachricht in The Western Mail fasste sein Leben folgendermaßen zusammen:

“He was a man who had experienced strange things.  In his youth, he had seemed to hold the nation in the palms of his hands.  He endured strains and underwent great changes of opinion and outlook, but his religious convictions remained firm to the end.””

„Er war ein Mann, der Seltsames erlebt hatte. In seiner Jugend schien es, als hielte er die Nation in seiner Hand. Er durchlebte Härten und ging durch große Veränderungen von Meinung und Perspektive. Aber seine religiösen Überzeugungen blieben fest bis zum Ende.“

## Schriften
- Warum sollten Gottes Kinder beten? Übersetzt von Gräfin Sigrid von Kanitz. Überwinder-Verlag, Rotenburg/Fulda um 1924.
- mit Jessie Penn-Lewis: War on The Saints. The Overcomer Office, Leister 1912 (und zahlreiche Neuausgaben, zuletzt bei Diggory Press, Burgess Hill 2005, ISBN 1-905363-01-X).
  - „Krieg … den Heiligen“: Offenb. 13,7. Ein Nachschlagebuch über das Wirken betrügerischer Geister unter dem Volke Gottes und über den Weg zur Befreiung. Nach der 3. englischen Auflage übersetzt von Gräfin Sigrid von Sigrid Kanitz. Überwinder-Verlag, Rotenburg/Fulda 1916 (und weitere Ausgaben).

## Musical
Die Geschichte von Evan Roberts und seine Rolle in der Erweckungsbewegung wurde 2005 von Mal Pope in einem Musical mit dem Titel Amazing Grace verarbeitet.